# 聂文郁
聂文郁（1909年—1988年），笔名吴亿、聂文蔚，男，山西原平人，中国古典文学研究家，曾任第六届全国政协委员。